# 威徹斯特鎮區 (印地安納州波特縣)
威徹斯特鎮區（英語：Westchester Township）是位於美國印地安納州波特縣的一個行政鎮區。

## 地方資料
根據2010年美國人口普查的數據，威徹斯特鎮區的面積為92.86平方千米，當中陸地面積為83.01平方千米，而水域面積為9.85平方千米。當地共有人口19396人，而人口密度為每平方千米208.87人。